# Raylee
Raylee Charlotte Kristiansen (* 1997 als Charlotte Kristiansen) ist eine norwegische Sängerin. Als Sängerin tritt sie unter dem Künstlernamen Raylee auf.

## Leben
Kristiansen stammt von der Insel Tromøy in der südnorwegischen Kommune Arendal. Im Alter von 10 Jahren wirkte sie in der Hauptrolle an Aufführungen des Musicals Annie in Oslo mit. Kristiansen gab in der Folge unter dem Künstlernamen Lotta Musik heraus und erhielt einen Vertrag bei Sony Music. Als Elfjährige veröffentlichte sie ihr Debütalbum. Mit dem Lied Hvem eier hatte sie einen größeren Hit.
Im Jahr 2014 ging Kristiansen zum Künstlernamen Raylee über und wirkte im Alter von 17 Jahren an der bei Norsk rikskringkasting (NRK) ausgestrahlten Musikshow Stjernekamp mit. Dort erreichte sie den vierten Platz. Im selben Jahr brach sie die weiterführende Schule ab, um sich auf ihre Musikkarriere zu fokussieren. Beim Melodi Grand Prix 2015, dem norwegischen Vorentscheid für den Eurovision Song Contest, trat sie mit dem Lied Louder an. Im darauffolgenden Jahr erreichte sie den dritten Platz der bei TV 2 ausgestrahlten Tanzshow Skal vi danse. Ihr erstes selbstgeschriebenes Lied, Love Me, veröffentlichte sie im Jahr 2017. Im Jahr 2020 nahm Kristiansen mit dem Beitrag Wild am Melodi Grand Prix 2020 teil. Sie erreichte das Finale und konnte sich mit dem Lied in den norwegischen Singlecharts platzieren. Beim Melodi Grand Prix 2021 zog sie als Siegerin des zweiten Halbfinales in das Finale ein. Dort konnte sie sich nicht unter den besten vier Beiträgen platzieren.

## Diskografie

### Singles
| Jahr | Titel Album | Höchstplatzierung, Gesamtwochen, AuszeichnungChartsChartplatzierungen (Jahr, Titel, Album, Platzierungen, Wochen, Auszeichnungen, Anmerkungen) | Anmerkungen                                                             |
| Jahr | Titel Album | NO | Anmerkungen                                                             |
| ---- | ----------- | --- | ----------------------------------------------------------------------- |
| 2020 | Wild –      | NO24 Platin · (4 Wo.)NO | Erstveröffentlichung: 6. Januar 2020 Beitrag zum Melodi Grand Prix 2020 |

Weitere Singles
- 2014: We Make It Burn
- 2014: Back to Now
- 2014: Wish for You
- 2015: Louder
- 2016: Falling Awake
- 2016: Bare vi
- 2017: Love Me
- 2019: Don’t Wanna Let It Go
- 2020: Unspoken
- 2021: Hero
- 2021: You Make Me Feel…
- 2022: Mojito
- 2022: Baila
- 2023: Rundt i blinde
- 2023: Klarte aldri
- 2023: Red Light